# Verghese Kurien
Verghese Kurien (Kozhikode, 26 novembre 1921 – Nadiad, 9 settembre 2012) è stato un ingegnere e imprenditore indiano, conosciuto come il padre della rivoluzione bianca per la sua "idea di un miliardo di litri" e Operation Flood, uno dei più grandi programmi di sviluppo agricolo della storia.
Nel 1949 Kurien decise di lasciare un impiego pubblico e di fondare una cooperativa alimentare, Amul, accrescendone la produzione di latte. Nel giro di alcuni anni, divenne il responsabile dei programmi di sviluppo agricolo che hanno reso l'India il più grande produttore di latte al mondo. Nel 2012, grazie alla rivoluzione bianca da lui promossa, oltre 10 milioni di agricoltori indiani producono oltre 20 milioni di litri di latte ogni giorno.
Presidente del National Dairy Development Board, ha ricevuto il Premio Wateler de la Paix nel 1986, il Premio Ramon Magsaysay, il Premio Prix mondiale dell'alimentazione nel 1989.
È morto nel 2012 all'età di 90 anni.